# The Early Years (álbum de Whitesnake)
The Early Years es un álbum recopilatorio de Whitesnake, lanzado en 2004. El listado de canciones fue elaborado por David Coverdale abarcando desde el "Trouble" de 1978 hasta el "Saints & Sinners" de 1982.

## Lista de canciones
1. "Walking In The Shadow Of The Blues" - 4:19
2. "Sweet Talker" - 3:35
3. "Would I Lie To You" - 4:27
4. "Trouble" - 4:41
5. "Gambler" - 3:59
6. "Lovehunter" - 5:31
7. "Don't Break My Heart Again" - 4:00
8. "Ready An' Willing" (Live) - 3:15
9. "Child Of Babylon" - 4:22
10. "Here I Go Again" - 4:58
11. "Carry Your Load" - 4:00
12. "Rough An Ready" - 2:54
13. "Wine, Women An' Song" - 3:23
14. "Lie Down... I Think I Love You" - 3:09
15. "Ain't No Love in the Heart of the City" (Live) - 6:12
16. "Fool For Your Loving" (Live) - 4:31
17. "Take Me With You" (Live) - 6:22
18. "We Wish You Well" - 1:37